# Aubrey Beauclerk (6. książę St Albans)

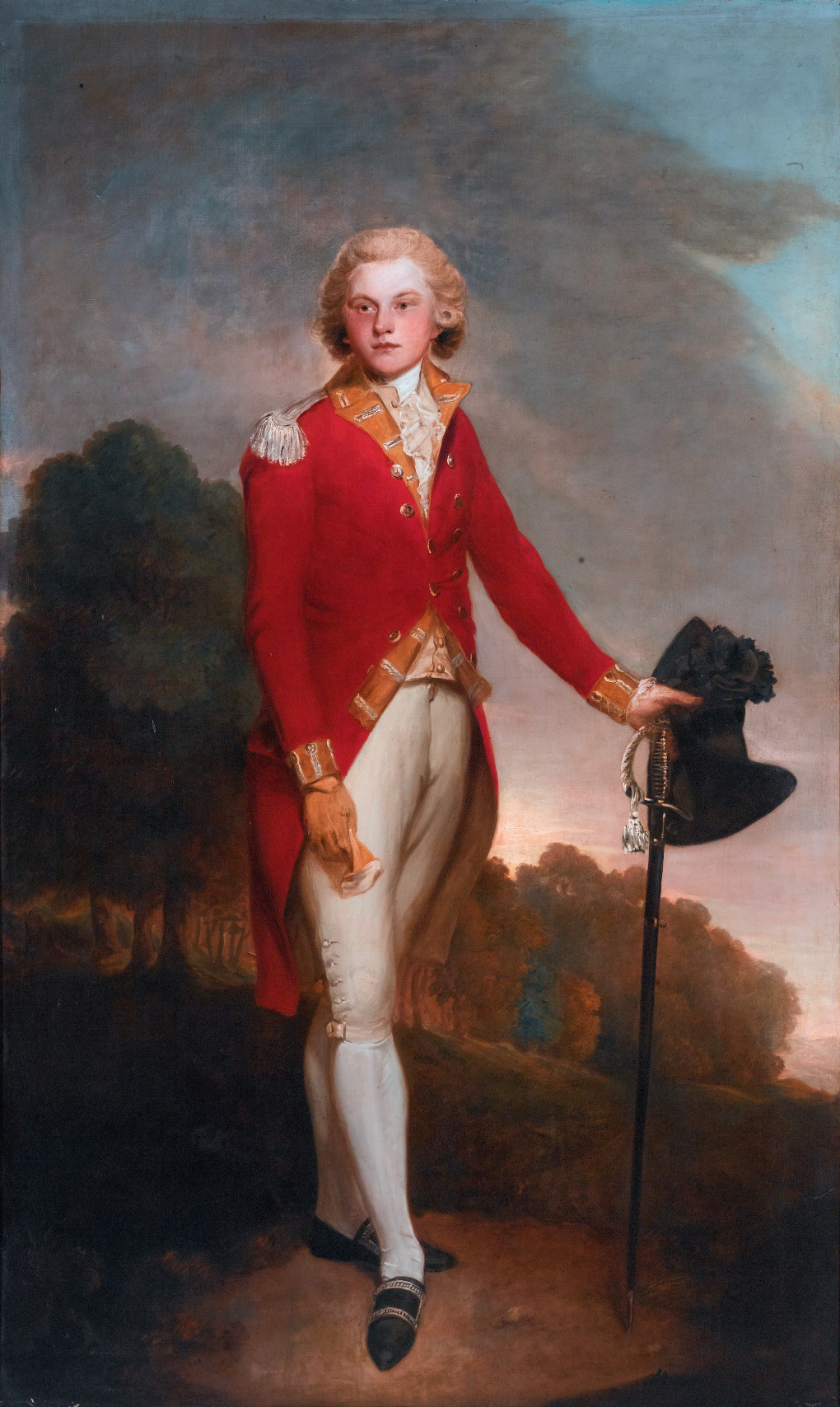
Aubrey Beauclerk

Aubrey Beauclerk (21 sierpnia 1765 - 12 sierpnia 1815 w Londynie), brytyjski arystokrata i polityk, najstarszy syn Aubreya Beauclerka, 5. księcia St Albans i lady Catherine Ponsonby, córki 2. hrabiego Bessborough.
Karierę polityczną rozpoczął już w wieku 19 lat, wygrywając wybory do Izby Gmin w okręgu Kingston-upon-Hull. W Izbie Gmin zasiadał do 1796 r. 6 lat później odziedziczył po swoim ojcu tytuł księcia St Albans i zasiadł w Izbie Lordów.
9 lipca 1788 r. ożenił się Jane Moses (przed 1772 - 18 sierpnia 1800), córkę Johna Mosesa i Margaret Cave, córki sir Thomasa Cave'a, 5. baroneta. Aubrey i Jane mieli razem jedną córkę:
- Mary Beauclerk (30 marca 1791 - 11 września 1845), żona George'a Coventry'ego, 8. hrabiego Coventry, miała dzieci

15 sierpnia 1802 r. w Londynie, poślubił lady Louisę Grace Manners (1777 - 19 lutego 1816), córkę Johna Mannersa i Louisy Tollemache, 7. hrabiny Dysart, córki 4. hrabiego Dysart. Aubrey i Louisa mieli razem jednego syna:
- Aubrey Beauclerk (7 kwietnia 1815 - 19 lutego 1816), 7. książę St Albans

Książę St Albans zmarł nagle w wieku 50 lat. Wszystkie jego tytuły przejął jego jedyny syn.